# Gustav Mann

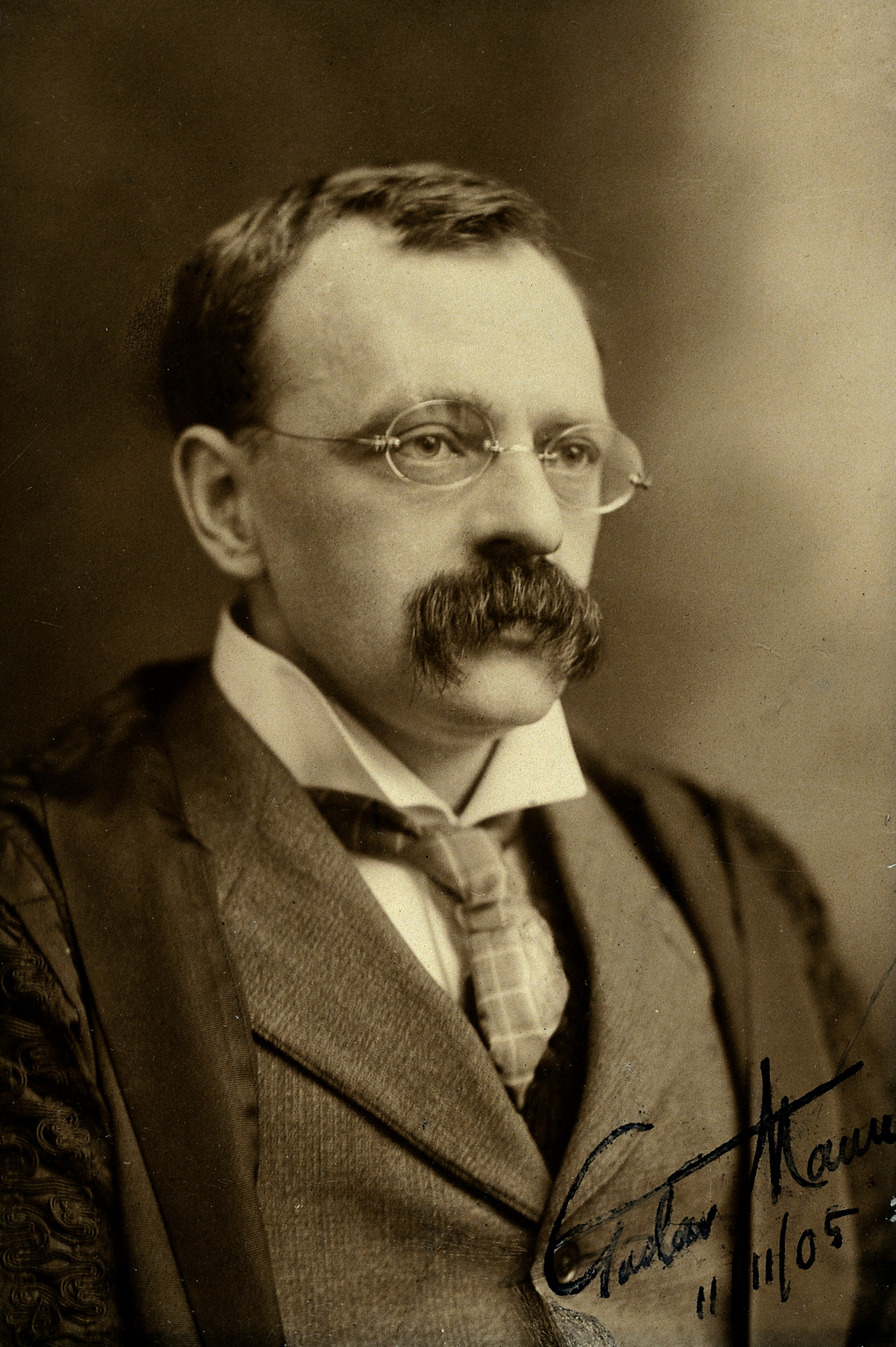
Gustav Mann (1905)

Gustav Mann (* 20. Januar 1836 in Hannover; † 22. Juni 1916 in München) war ein deutscher Botaniker. Sein offizielles botanisches Autorenkürzel lautet „G.Mann“.

## Leben und Wirken
Gustav Mann wurde 1859 Gärtner in den Royal Botanic Gardens (Kew) in London. Er wurde von Kew als Botaniker mit der Royal Navy nach Westafrika entsandt, wo er den erkrankten Charles Barter auf seiner Expedition entlang des Niger ersetzen sollte. Er war in Bioko (damals Fernando Póo) stationiert und sandte von dort mit den britischen Kriegsschiffen, die bei der Bekämpfung des Sklavenhandels eingesetzt waren, regelmäßig sowohl lebende als auch getrocknete Pflanzen nebst Berichten über seine Tätigkeit nach England. Er bestieg auf Fernando Póo den dortigen höchsten Vulkangipfel.
Des Weiteren besuchte er Victoria im heutigen Kamerun und zweimal den Kamerunberg. Den Gipfel dieses Vulkans bestieg er auf seiner dritten Expedition zusammen mit Richard Francis Burton als erster Europäer.

## Ehrungen
Nach Gustav Mann sind vier Pflanzengattungen, Manniella Rchb. f. aus der Familie der Orchideen, Mannia Hook.f. aus der Familie der Sumachgewächse (Simaroubaceae) und Manniophyton Müll.Arg. und Neomanniophyton Pax & K.Hoffm., beide letztere aus der Familie der Wolfsmilchgewächse (Euphorbiaceae) benannt. Auch eine Quelle am Kamerunberg, Mann’s Spring, ist nach ihm benannt.